# Еласмотерій
Еласмоте́рій (Elasmotherium) — викопний рід великих носорогів, який мешкав у Східній Європі, Центральній Азії та Східній Азії від пізнього міоцену до пізнього плейстоцену, з наймолодшими надійними датами приблизно 39 000 років тому. Це був останній представник Elasmotheriinae, групи носорогів, окремої від Rhinocerotinae, що містить сучасних носорогів.

## Опис

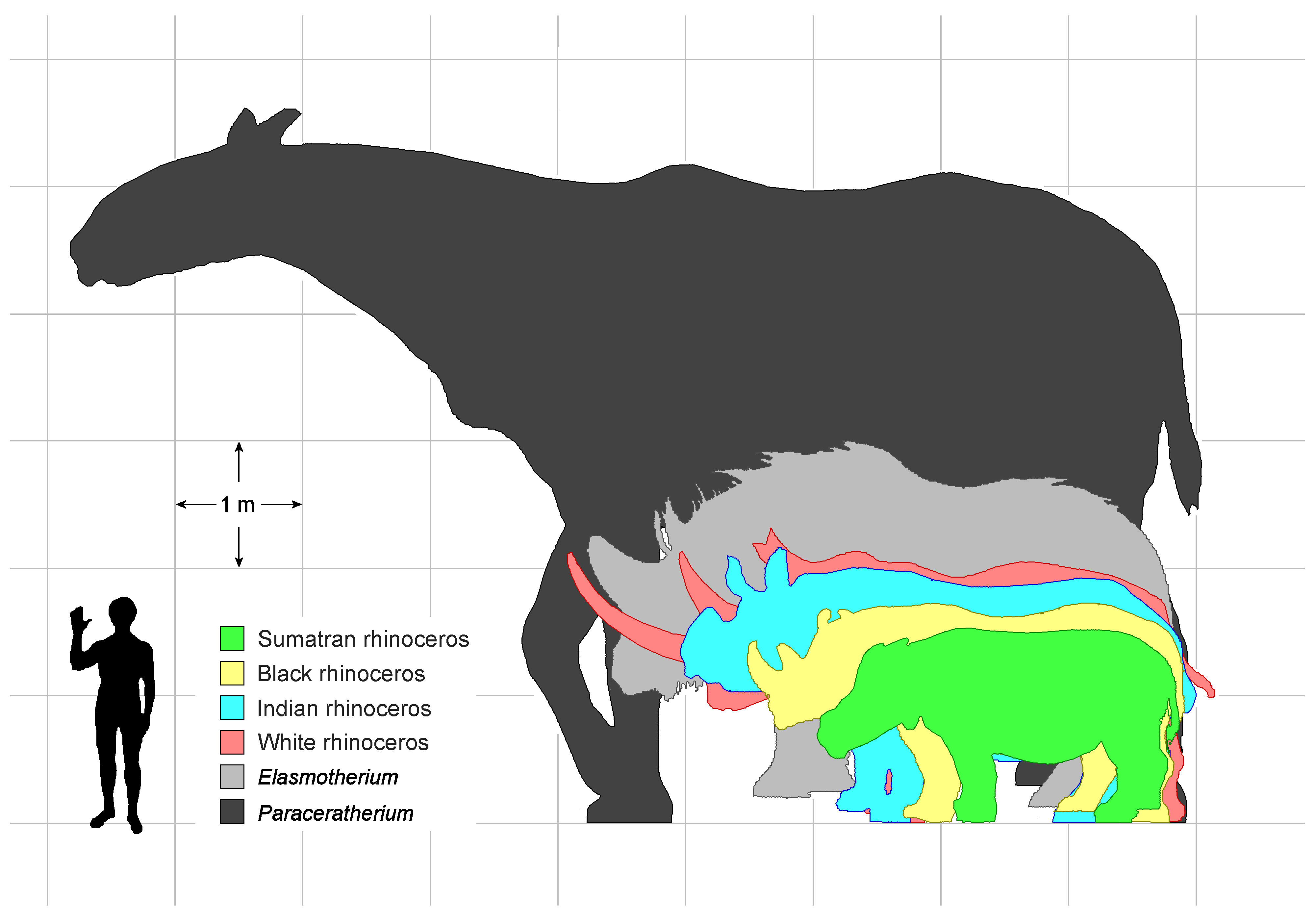
Розміри еласмотерія (світло-сірий) у порівнянні з людиною за іншими носорогами

Еласмотерія зазвичай реконструюють як шерстисту тварину, на основі шерсті, притаманної його сучасникам та представникам мегафауни, таким як мамути та шерстисті носороги. Однак іноді його зображують голим, як сучасних носорогів. У 1948 році російський палеонтолог Валентин Теряєв припустив, що він був напівводним з куполоподібним рогом і нагадував бегемота, оскільки тварина мала чотири пальці на ногах, як у болотяного тапіра, а не три, як в інших носорогів, але відтоді було доведено, що Elasmotherium мав лише три функціональні пальці, і реконструкція Теряєва не привернула великої наукової уваги.
Відомі зразки E. sibiricum досягають до 4,5 м завдовжки, до 2,5 м у плечах, в той час як E. caucasicum досягає щонайменше 5 м в довжину тіла з оціночною масою 3,5—5 тонн, що робить Elasmotherium найбільшими носорогами четвертинного періоду. Ноги були непарнокопитні, передні довші за задні, з трьома пальцями та рудиментарною п'ятою п'ястковою кісткою.

### Ріг

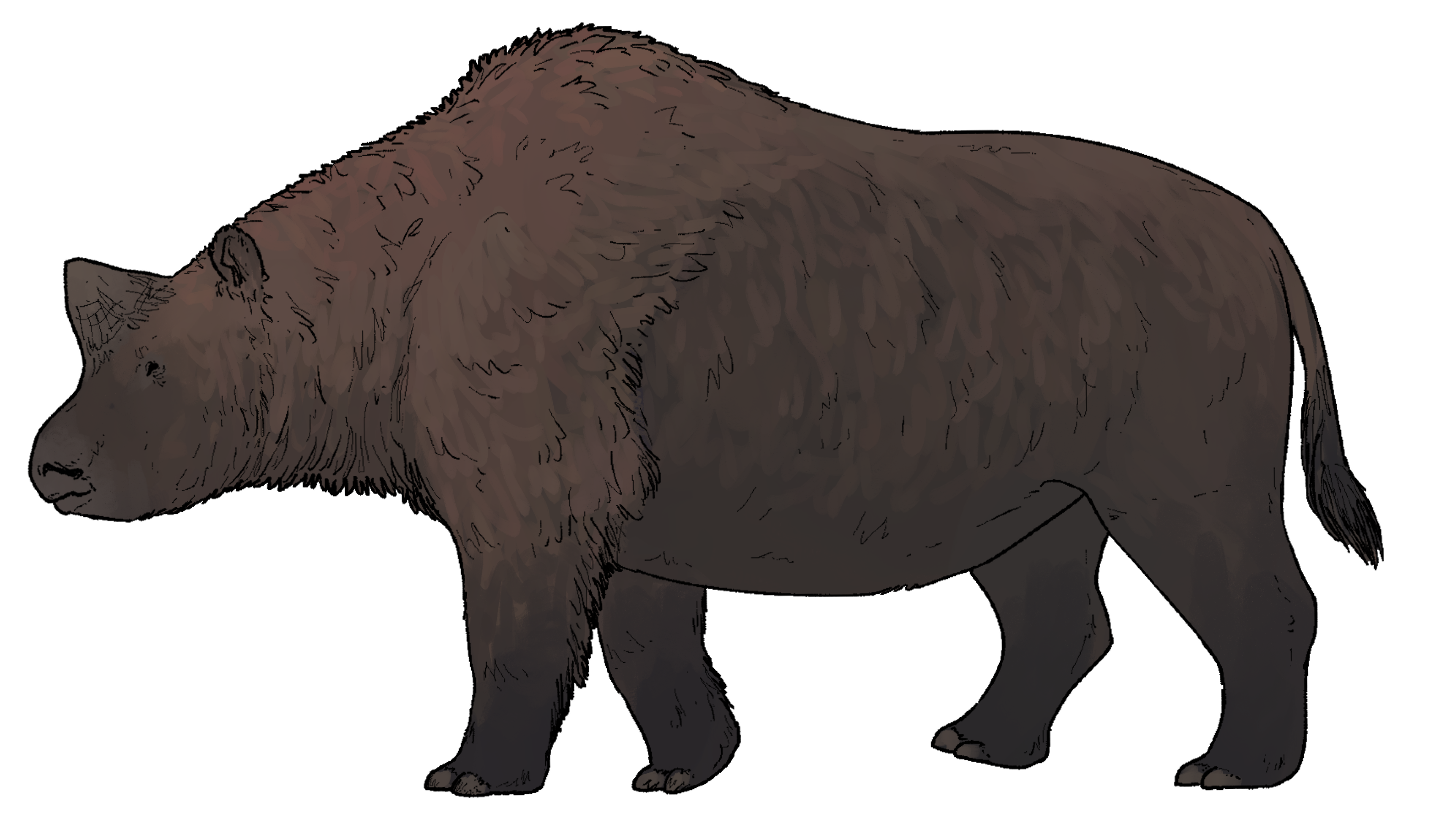
Сучасна художня реконструкція з відносно малим рогом

Традиційно вважається, що еласмотеріум мав кератиновий ріг, на що вказує круглий купол на лобі, з борознистою поверхнею глибиною 13 сантиметрів та окружністю 90 см. Борозни інтерпретуються як місця розташування кровоносних судин від тканин, що утворювали ріг.
У носорогів ріг не кріпиться до кістки, а росте з поверхні щільної шкірної тканини, створюючи кісткові нерівності та шорсткості. Зовнішній шар ороговіває. Зі старінням шарів ріг втрачає діаметр через деградацію кератину під впливом ультрафіолету, висихання та природнього зношування. Однак відкладення меланіну та кальцію в центрі роблять кератин твердішим, що й надає рогу його характерної форми.
На спині, ймовірно, мав великий м'язовий горб, який, як вважається, підтримував важкий ріг.
Дослідження 2021 року демонструє, що черепний купол був досить крихким і погано підходив для підтримки великого рогу і більше вказував на менший ріг. Можливо купол міг функціонувати як своєрідна резонуюча камера, подібно до резонуючих камер у русінгорикса та у гребені гадрозавра.

## Палеобіологія

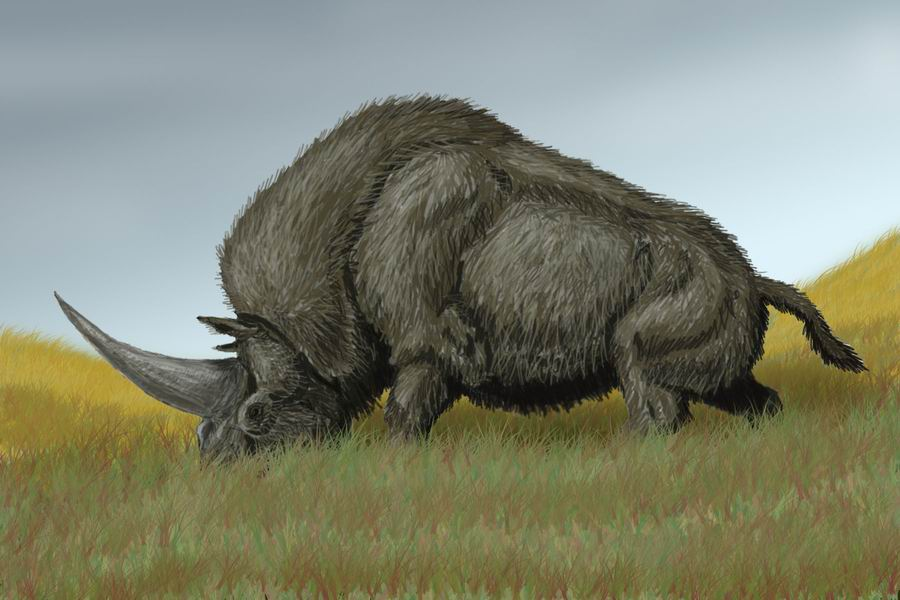
Художня реконструкція E. sibiricum у степовому середовищі

### Дієта
Сучасні гіпсодонтні копитні ссавці, як правило, пасуться на відкритих просторах, а гіпсодонтія, можливо, є адаптацією до жування жорсткої, волокнистої трави. Зношеність зубів Elasmotherium подібна до такої у білого носорога. Вони обидва тримають голову низько над землею, що вказує на схожий спосіб життя і здатність діставати лише до низько ростучих рослин. Еласмотерій мав зуби, що постійно росли, що, як правило, властиво гризунам. На таку фізіологію зубів могло вплинути витягування їжі з вологого, зернистого ґрунту. Тому вважаться, що вони могли мешкати як у тундростепі, так і на берегах річок, подібно до їхніх сучасників — мамонтів.

### Рухливість
Еласмотерій мав кінцівки, подібні до білого носорога, який бігає зі швидкістю 30 км/год, розвиваючи максимальну швидкість 40—45 км/год. Однак еласмотерії мали вдвічі більшу вагу — близько 5 т — і, відповідно, мали більш обмежену ходу і рухливість, і, ймовірно, досягали набагато меншої швидкості. Слони, що важать 2,5—11 т, не можуть розвивати швидкість понад 20 км/год.

## Вимирання
Раніше вважалося, що еласмотеріум вимер близько 200 000 років тому в результаті звичайного вимирання, але фрагменти черепа E. sibiricum з Павлодарської області Казахстану свідчать про його існування на Західносибірській рівнині близько 36 000—35 000 років тому. Ізольовані рештки, датовані 50 000 роками тому, відомі з сибірських печер Смеловська і Батпак, ймовірно, затягнуті туди хижаком.
Цей час приблизно збігається з плейстоценовим вимиранням, під час якого вимерло багато видів ссавців з масою тіла понад 45 кілограмів. Це відбулося паралельно зі зміною клімату на більш прохолодний, що призвело до витіснення трав і злаків лишайниками та мохами, а також міграцією сучасних людей на цю територію.